# Pile électrique de Bagdad
Pour les articles homonymes, voir Pile.

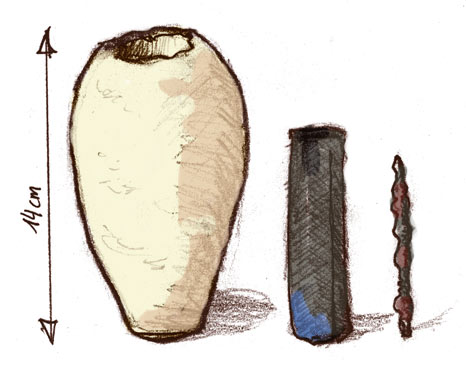
Croquis des trois pièces.

La « pile électrique de Bagdad » est le surnom donné à une poterie datant du IIIe siècle av. J.-C., découverte en 1936 dans un village près de Bagdad dans l'actuel Irak. Cette poterie est célèbre depuis que quelques archéologues, tels que Wilhelm König (de), ont émis l’hypothèse qu’elle aurait pu servir de pile électrique. Cette thèse reste controversée, la théorie la plus vraisemblable et la mieux acceptée étant qu’il s’agirait d'un vase conçu pour entreposer ou transporter des papyrus. Le fait qu’il ne manque presque rien pour obtenir une pile fonctionnelle ne serait qu’une coïncidence.

## Introduction

Schéma de la pile.

Dans les années 1930, l’archéologue autrichien Wilhelm König découvrit dans les sous-sols du musée archéologique de Bagdad une poterie de 15 cm de haut et d’un diamètre d’environ 7,5 cm. Wilhelm König pensait que cette poterie datait de l’époque de l’Empire parthe (247 av. J.-C. – 224 apr. J.-C.). Cependant, selon le docteur St. John Simpson du département du Proche-Orient Ancien du British Museum, le vase daterait plutôt de l’ère des Sassanides (224–651 apr. J.-C.). Quelques-unes furent découvertes dans les ruines de Khujut Rabua (en) près de Bagdad et dix autres à Ctésiphon.
Ce dispositif est fermé d’un bouchon en bitume qui rend malcommode l’accès au contenu. Sous le bouchon est disposée une tige de fer entourée d’un cylindre de cuivre qui sont isolés à la base par un tampon de bitume. Le cylindre est soudé au fond par un alliage de plomb et d’étain. Les éléments manquants pour que cette « pile » antique fonctionne sont seulement des fils pour la brancher et de l’acide pour la réaction. Une telle pile peut fonctionner avec du jus de fruit à la place de l’acide (le jus de fruit contenant généralement de l’acide) ou de l’eau salée. Suivant les tests effectués sur des reconstitutions, les chercheurs ont obtenu des tensions électriques très faibles allant de 0,5 à 1 volt.[réf. nécessaire] Pour l’intensité du courant qu’une telle pile pourrait produire, il semble qu’il soit très faible, une expérience ayant donné par exemple seulement 24 µA lorsque branché à une résistance de 1 kΩ.

## Controverses sur l'usage de l'objet
La patine bleue retrouvée sur le cylindre de cuivre est caractéristique de la galvanoplastie à l’argent (à l’instar de certains sels métallifères — carbonate et le sulfure de plomb ou le sulfure d’antimoine présent dans la composition du khôl — les sels d’argent étaient connus pour leurs propriétés antiseptique et antibactérienne),[pas clair] tout comme de l’oxydation du cuivre. On peut émettre la théorie que ces « piles » auraient pu être utilisées pour plaquer des objets avec des métaux précieux. Cette hypothèse serait conforme à la découverte de bijoux dorés par catalyse. Cependant le dépôt d’or ne nécessite pas d’avoir recours à la galvanoplastie : il peut être réalisé mécaniquement par placage de fines feuilles de métal, une technique très bien maîtrisée à l’époque. Qui plus est, la dorure par électrolyse supposerait que l’on ait disposé dès l’Antiquité de sels d’or en solution avec une concentration suffisante, ce qui est fortement improbable.
Dans l'entre-deux-guerres, des archéologues suggèrent que les vases découverts en Irak seraient plutôt des récipients destinés au transport de petits rouleaux de papyrus.
En 2001, Allan Mills proposa une hypothèse très originale mais compatible avec le mode de vie des anciens propriétaires de ce dispositif, en soulignant comment il aurait pu servir à réparer les trous dans des outres faites de peau de mouton (qui étaient très précieuses lors des traversées des déserts). La tige de fer pointue, chauffée au feu, permet de fondre un peu de bitume et de l’appliquer afin de rendre étanche à nouveau l’endroit où l’outre est percée.
En 2012, les archéologues restent divisés sur l’utilisation réelle de l’objet : même si plusieurs expériences ont prouvé que celui-ci pouvait produire un courant électrique, le très faible rendement de celui-ci ainsi que certains détails (absence de fils électriques pour le brancher, fermeture hermétique du vase, niveaux de connaissances à cette époque) tout cela plaide contre l’hypothèse de l’utilisation du dispositif en tant que pile,.